# 太極圖

太極圖，道教的宗教符號，也是古代的一種《易》圖。

太極圖為表現太極意義的圖案，不同的哲學家對於太極有各自的闡釋方式，因此創造出不同形式的圖案來表現太極的意義。最早的太極圖，出自於周敦頤的《太極圖說》，後來又有楊甲書中的太極圖、熊良輔的熊氏太極圖等。一般所指的太極圖則是☯，俗稱為陰陽魚，出自趙撝謙的《六書本義》。

## 周子太極圖

無極

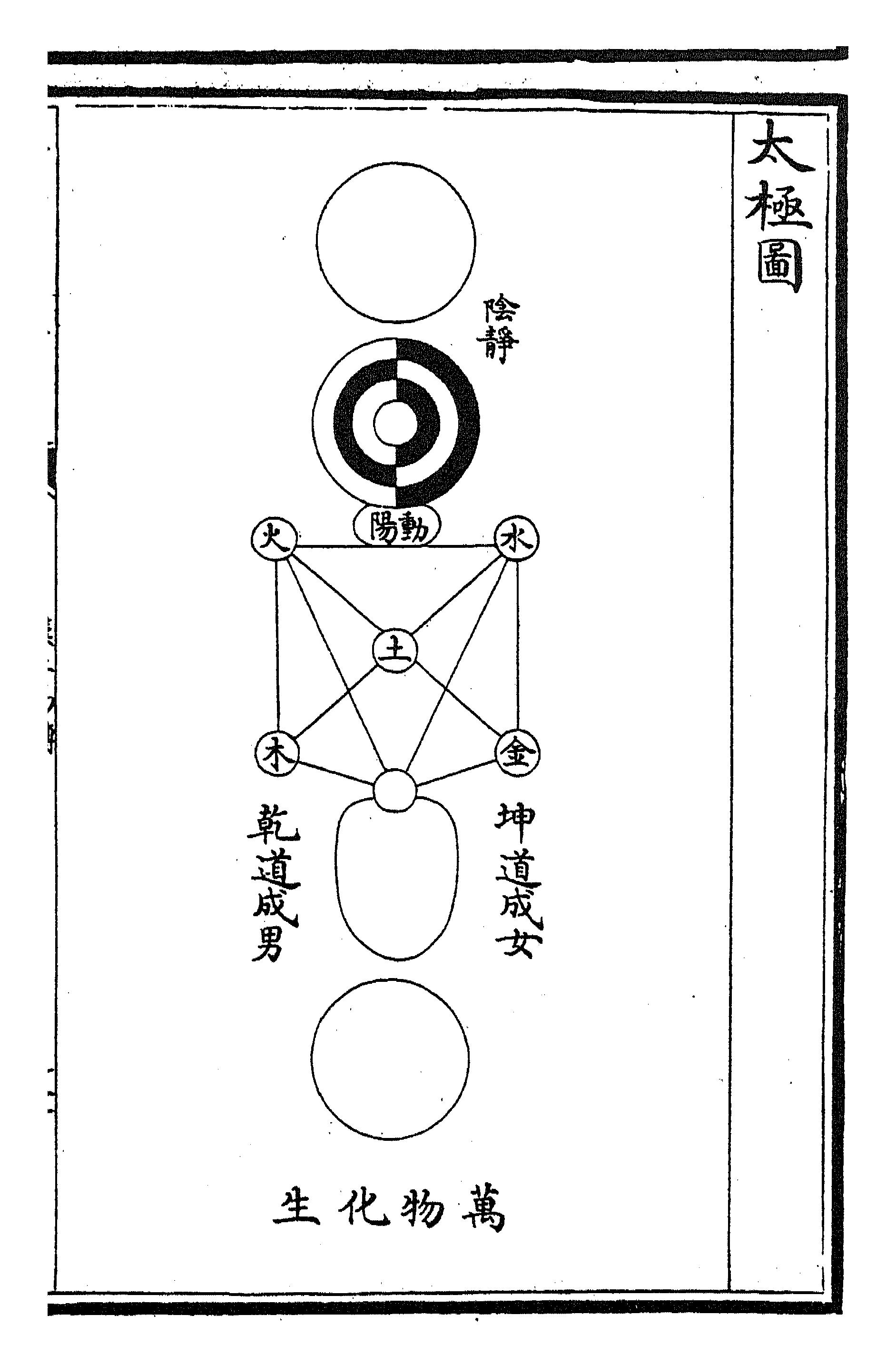
漢上易傳卦圖上·太極圖

最早的太極圖，出自周敦頤的《太極圖說》，用○表示太極化生萬物之前的狀態，又稱為「太虛」。太極動而生陽，靜而生陰，陰陽二氣變化而生五行；陰陽五行之精交感孕育，化生萬物。

### 無極圖
太極圖據說是宋朝处士陳摶所傳出，原叫《無極圖》。陳摶是五代至宋初的一位隐士，相傳對內丹術和易學都有很深造詣。據史書記載，陳摶曾將《先天圖》傳給其學生种放，种放以之分別傳穆修等人；种放又有傳《河圖》、《洛書》給李溉等人。後來穆修則傳〈太極圖〉傳給周敦頤。周敦頤寫了《太極圖說》加以解釋。
《太極圖》，和原圖《無極圖》的圖形一樣，但讀法不同。
涵括內丹修煉之理的“無極圖”。讀它的順序是從下而上。
最下一圈稱為玄牝之門，是內丹修煉的起點，指人身丹田命門兩腎空隙之處。這是人身祖氣、即元氣所在之地，一切內丹根基，都從這裡開始。內丹術語，又稱為得竅。
第二圈稱煉氣化神，指提起第一圈的祖氣，進行化煉，將後天之精化為先天之氣，再將先天之氣化為先天之神。這一層功夫 ，叫做煉己，主要在煉去後天的陰質，透出先天之神。
第三層，是五行之氣混合之象，指肝（木）、心（火）、脾（土）、肺（金）、腎（水）五臟之氣攢簇為一，稱為五氣朝元，五氣調和，故又稱為和合。更上一層，係由坎離 二卦變形而成，叫做取坎填離。到這一境界，已經獲得體內的精華，煉丹之藥成熟，叫做得藥。坎卦中爻為陽，為實。離卦中爻為陰爻，為虛。它們代表內丹中的腎水與心火，水火相交，在卦象言，就是將坎卦中的陽爻抽出填入，成乾卦，意味人變成純陽之體。最上一層圓圈，稱煉神還虛，復歸無極，指在得藥的基礎上，進一步回返到無極 ，那便是虛空大道了。整個煉內丹的過程便告完成，脫出煉成的聖胎，成為仙人，所以叫做脫胎求仙。
至於太極圖，是從上往下讀的。道教認為，從大道化萬物的順序看，是從太極分陰陽開始的，煉內丹則是逆著來路返回到大道，與道同體，自然長生不死成神仙。所以順化逆化方向相反，但所沿著的路徑則是同一條 。
周敦頤寫下《太極圖說》，解釋太極的奧秘。前半段基本上符合道教的思想。後半段比較多地講了儒家的仁義道德思想。 他的解釋，第一句是「自無極而太極」，意思是從無極生出太極，但南宋著名的理學家朱熹整理注解《太極圖說》時，刪去了「自」字，改成「無極而太極」，認為無極只是形容太極 ，說明它之上沒有更高的本原。這並不符合陳摶所傳《太極圖》的原意，而且抹去了它出自道教的事實。同時，朱熹對圖也有個別改動。
道教界人士，從宋以後也認同周敦頤的觀點。比如南宋時的蕭應叟就將之採入自己的重要著作《元始無量上品妙經內義》，以後四十三代天師張宇初也都採納其圖與說。

## 古太極圖

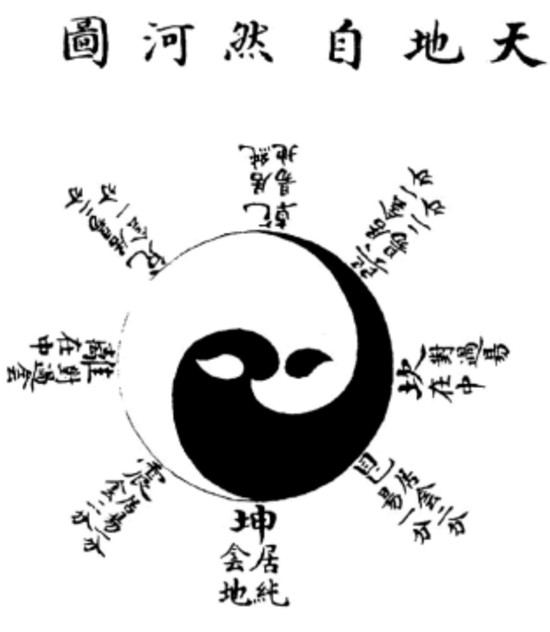
天地自然河圖，出自趙撝謙的《六書本義》

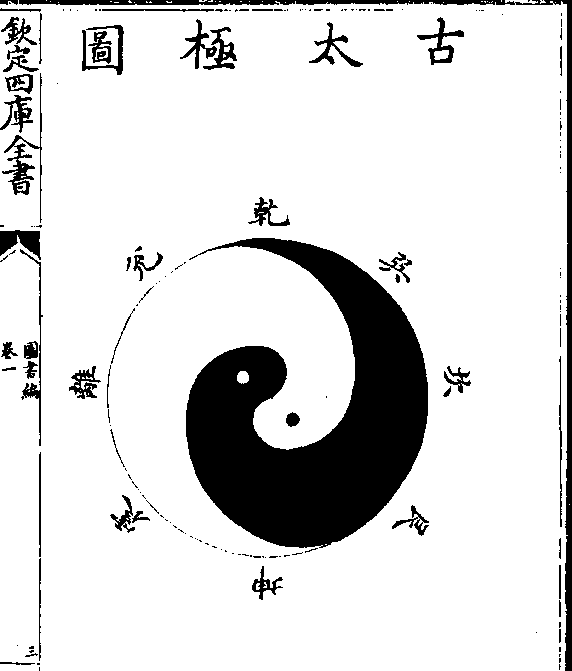
古太極圖，出自章潢的《圖書編》

古太極圖 ，收錄於章潢的《圖書編》和趙仲全的《道學正宗》。其符號標誌是由黑色與白色的半圓形淚珠狀曲線組成，內有對反顏色的圓點，俗稱為陰陽魚，也有人稱為「太極陰陽圖」、「太極兩儀圖」、「兩儀圖」。該圖案最早見於趙撝謙的《六書本義》，書中不稱為太極圖，而稱為「天地自然之圖」，視為秘傳河圖。

### 解讀
在這一圖中，一條曲線將它分為兩半，形成一半白一半黑，白者像陽，黑者像陰，白中又有一個黑點，黑中又有一個白點，表示陽中有陰，陰中有陽。分開的兩半，酷似兩條魚，所以俗稱陰陽魚。這一圖，與周敦頤太極圖有密切關係，可以說是前者的更加簡明的表述。它說明了世界由陰陽二氣、二元對立相互聯結的統一體。這一圖，過其圓心作任何一條直線將之分成兩半，任何一半中都包含陰陽兩個因素，絕不存在孤立的沒有內在矛盾的成份。有時人們又在其外面圍以先天六十四卦，表示太極是一切運動的發動者。
劉力紅認為「太極」是陰陽兩分前之混沌狀態，只有外面之圓圈，代表宇宙周而復始之本質。另有說法是只有圓圈是「無極」、圓圈內有點點是「太極」，代表事情開始成形、然後是「兩儀（一般所說之『太極圖』）」、陰陽中有陰陽是「皇極」。

### Unicode
太極記號如下：
太極符號（☯）的Unicode編碼是U+262F（页面存档备份，存于）（十六進位），在網頁HTML當中可以寫成&#x262f;或&9775;，名称是YIN YANG。
| ☯ |

藏文的Unicode编码中也收录了太极符号（࿊），其编码是U+0FCA（页面存档备份，存于）（十六進位），在網頁HTML當中可以寫成&#x0fca;或&4042;，名称是TIBETAN SYMBOL NOR BU NYIS -KHYIL。
| ࿊ |

### 近似圖案
在西元前五世紀凱爾特藝術和古典時代晚期羅馬帝國軍服的紋章中有近似類型的符號。但是这些图案的颜色并不是黑白反色，两个小圆的颜色也是同一颜色。

西罗马帝国步兵的盾徽
西罗马帝国的盾徽
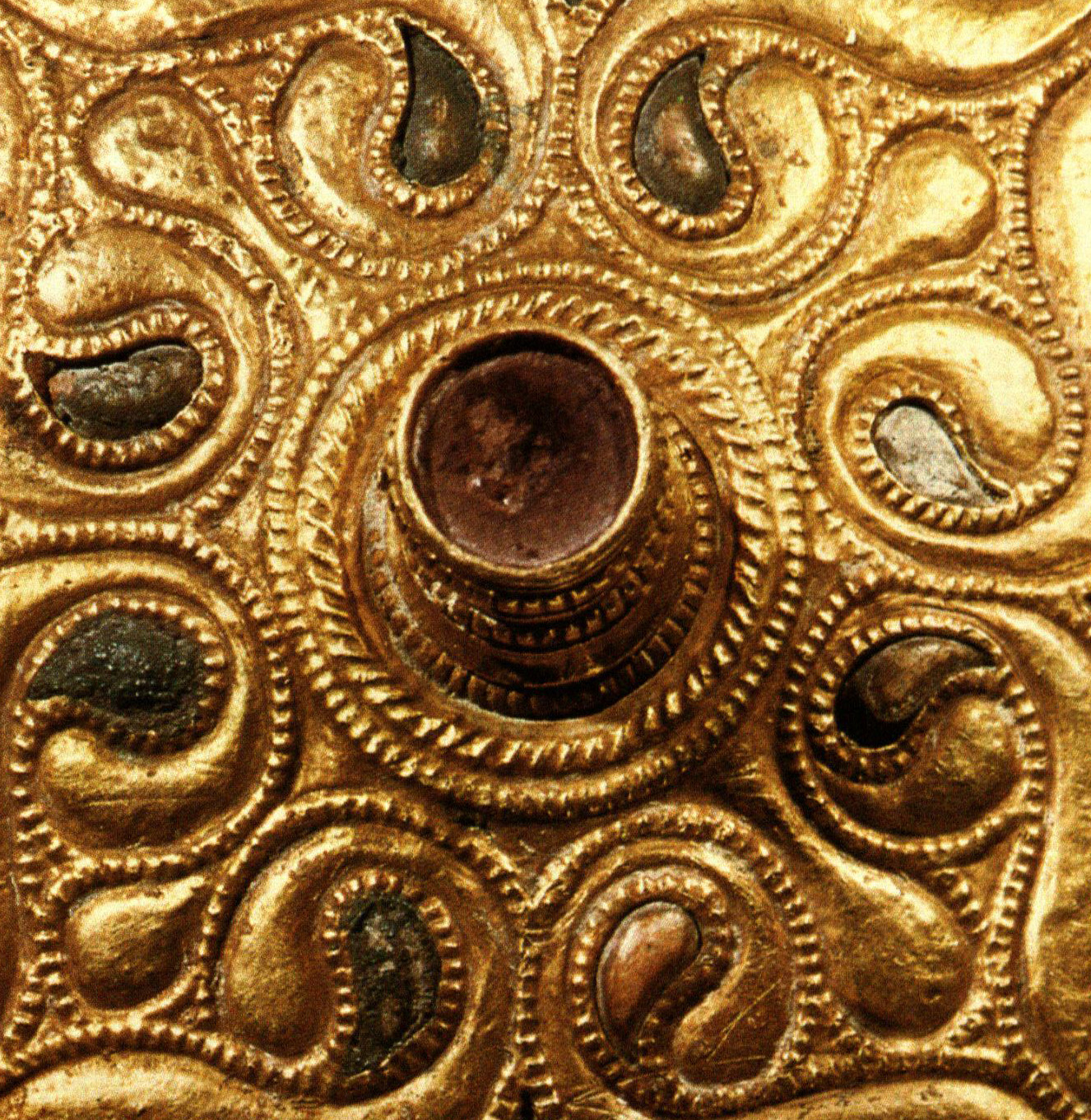
西元前四世紀的凯尔特金飾

## 道教
道教的太极图据传是宋朝的陈抟所创。原叫“无极图”。据史书记载，陈抟曾将“太极图”传给其学生种放，种放以之分别传穆修、李溉等人，后来穆修将“太极图”传给周敦颐。周敦颐写了《太极图说》加以解释。现在我们看到的太极图，就是周敦颐所传的。
如今的太极图还是一些武术，特别是太极拳的标志之一。韩国国旗的图案也是源自太极图。

## 徽章與旗幟

### 徽章
| 公民意志-綠黨黨徽 |
| 公民意志-綠黨黨徽 |

| 伊勢崎市市徽 |
| 伊勢崎市市徽 |

| 新加坡空軍國籍標志 |
| 新加坡空軍國籍標志 |

| 截拳道標志 |
| 截拳道標志 |

| 都得主義標志 |
| 都得主義標志 |

| 西方國際語標志 |
| 西方國際語標志 |

| 库尔蒂斯市徽 |
| 库尔蒂斯市徽 |

| 东戈壁省省徽（2011年至今） |
| 东戈壁省省徽（2011年至今） |

| 科布多省省徽（2014年至今） |
| 科布多省省徽（2014年至今） |

| 蒙古革命青年團團徽（1925年－1942年） |
| 蒙古革命青年團團徽（1925年－1942年） |

| 蒙古人民革命黨黨徽（2010年－？） |
| 蒙古人民革命黨黨徽（2010年－？） |

| 朝鮮人民軍軍徽（1948年） |
| 朝鮮人民軍軍徽（1948年） |

| 尼尔斯·玻尔個人徽章 |
| 尼尔斯·玻尔個人徽章 |

| 楊文明個人徽章 |
| 楊文明個人徽章 |

### 旗幟
| 八卦太極旗，辛亥革命時期山西太原起義軍使用旗幟 |
| 八卦太極旗，辛亥革命時期山西太原起義軍使用旗幟 |

| 中華民國國防大學校旗 |
| 中華民國國防大學校旗 |

| 中華民國三軍大學校旗 |
| 中華民國三軍大學校旗 |

| 中華民國國防大學陸軍指揮參謀學院校旗 |
| 中華民國國防大學陸軍指揮參謀學院校旗 |

| 中華民國國防大學海軍指揮參謀學院校旗 |
| 中華民國國防大學海軍指揮參謀學院校旗 |

| 中華民國國防大學空軍指揮參謀學院校旗 |
| 中華民國國防大學空軍指揮參謀學院校旗 |

| 中華民國國防大學戰爭學院校旗 |
| 中華民國國防大學戰爭學院校旗 |

| 伊勢崎市市旗 |
| 伊勢崎市市旗 |

| 上海市大道政府旗幟 |
| 上海市大道政府旗幟 |

| 新加坡空軍軍旗（1973–1990） |
| 新加坡空軍軍旗（1973–1990） |

| 唐努圖瓦人民共和國國旗（俄语：Флаг Тувинской Народной Республики）（1921年－1926年） |
| 唐努圖瓦人民共和國國旗（1921年－1926年）           |

| 西方國際語旗幟 |
| 西方國際語旗幟 |

| “同一世界”旗幟 |
| “同一世界”旗幟 |